# Jihad d'Ousman dan Fodio
Le Jihad d'ousman dan Fodio  est une série de conflits qui se sont déroulés  au Nigeria et au Niger actuels de 1804 à 1808.
Le premier d'entre eux se déroula entre Usman dan Fodio et Younfa.
À partir de 1804, sous la conduite d'Ousman dan Fodio, les Fulanis menèrent un djihad contre l'islam des rois haoussas, que les djihadistes jugeaient décadents. Ils transformèrent les royaumes haoussas en émirats, sous la férule des deux califats de Sokoto et de Gwandu.
Les dirigeants du djihad incluaient Usman dan Fodio, son frère Abdullahi dan Fodio (1766-1828), le fils d’Usman, Mohammed Bello (1781-1837), et la fille d’Usman, Naana Asmaa’u (1793-1864).
La première confrontation se produit en juin 1804 lorsque les djihadistes prennent la capitale du Gobir, Alka-lawa, en 1808 et mettent à mort Younfa, roi de Gobir.

## Batailles
- Bataille de Tsuntua
- Bataille d'Alkalawa